# Rodrigo González (futbolista paraguayo)
Rodrigo González (Asunción, Paraguay; 23 de junio de 2000) es un futbolista paraguayo. Juega de defensor y su equipo actual es el Club Libertad de la Primera División de Paraguay.

## Trayectoria
Comenzó en las categorías inferiores del Club Libertad, y desde el año 2019 forma parte del Plantel de Primera. Debutó el 19 de octubre de 2019, en el partido que su equipo Libertad le ganó 1 a 0 al Club Sol de América por la decimocuarta fecha del Torneo Clausura 2019, torneo en el que su equipo culminó en la segunda posición.
En 2020, fue cedido al General Díaz de la primera división.
A comienzos de la temporada 2022, González fue cedido al Tacuary FBC de la Segunda División. A mediados de esta, fue cedido al Fernando de la Mora.

## Clubes
| Club                           | País     | Año           |
| ------------------------------ | -------- | ------------- |
| Libertad                       | Paraguay | 2019-presente |
| General Díaz (préstamo)        | Paraguay | 2020          |
| Tacuary FBC (préstamo)         | Paraguay | 2022          |
| Fernando de la Mora (préstamo) | Paraguay | 2022          |